# Вільна торгівля
Ві́льна торгі́вля (фритрейдерство — від англ. free trade — вільна торгівля) — зовнішньоекономічна політика, за якої держава не втручається у торговельні відносини з іншими країнами; відсутність штучних (створених урядом) бар'єрів у торгівлі між окремими фірмами різних країн. 
Переваги вільної торгівлі і шкідливість протекціонізму була доведена ще економістами класичної школи, зокрема Девідом Рікардо.
На рівні теоретичної моделі передбачається, що вільна торгівля зумовлює появу додаткових вигод, оскільки дає змогу уникати втрат від викривлень у виробництві та споживанні, пов'язаних із митним захистом. Використання мита має наслідком появу чистих втрат для економіки, які виникають через викривлення мотивів поведінки як виробників, так і споживачів. І навпаки, перехід до вільної торгівлі усуває ці викривлення і збільшує національний добробут.
Розгляд ринкової рівноваги з використанням моделі «попит-пропозиція» підтверджує висновок, що розвиток міжнародної торгівлі може надавати виграш усім країнам. Однак якщо у країні-експортері чистий виграш виникає в результаті перевищення вигод виробників над витратами споживачів продукції, то у країні-імпортері, навпаки, загальний приріст добробуту відбувається внаслідок більшого виграшу споживачів, а виробники продукції, що конкурує з імпортом, мають втрати. Цей висновок є принципово важливим для пояснення причин державного втручання у зовнішню торгівлю.
Протилежністю вільної торгівлі є політика протекціонізму. Більшість країн більш або менш широко застосовує протекціоністські заходи у вигляді субсидій, податків, митних тарифів і квот.
Термін «вільна торгівля» означає такі торговельні відносини, в умовах яких будь-яка особа, група осіб або держава можуть вільно увійти в ринкові відносини: купувати товари, продавати чи обмінювати товари за вільними цінами, які автономно встановлюються контрагентами незалежно від тарифних і нетарифних бар'єрів окремого національного ринку (митних зборів, адміністративних, санітарних та інших приписів).
Безмитна торгівля — це митний режим, відповідно до якого товари, не призначені для вільного обігу на митній території України, перебувають і реалізовуються для вивезення за межі митної території України під митним контролем у пунктах пропуску через державний кордон України, відкритих для міжнародного сполучення, та на повітряних і водних транспортних засобах комерційного призначення, що виконують міжнародні рейси, з умовним звільненням від оподаткування митними платежами, встановленими на імпорт та експорт таких товарів, та без застосування до них заходів нетарифного регулювання зовнішньоекономічної діяльності.

## Доцільність застосування
Норвезький економіст Ерік Райнерт в книзі "Як багаті країни стали багатими... І чому бідні країни залишаються бідними" зазначає, що застосування вільної торгівлі доцільне лише у випадку рівного розвитку країн, між якими відбувається торгівля. У разі, коли вільна торгівля вводиться між двома країнами різного рівня розвитку, то це зумовлює збагачення більш розвиненої країни і збідніння іншої.
Оскільки вільна торгівля передбачає зняття бар'єрів для входу на ринок певної країни іноземних виробників, то внаслідок цього національні виробники біднішої країни поступово програють боротьбу за ринок іноземним конкурентам. Виробництво розвиненішої країни часто є дешевшим і ефективнішим, що відображається на ціні товару. Відповідно, це зумовлює поступову відмову від товарів національного виробника та врешті занепад промислового сектора біднішої країни.
Промисловому сектору економіки притаманний позитивний ефект масштабу і недосконала конкуренція, що дає змогу стабільно підвищувати стандарти життя в багатій країні. Натомість бідніша країна починає спеціалізуватися на експорті сировини, виробництву якої притаманний негативний ефект масштабу і досконала конкуренція, що призводить до збідніння країни.
Негативними наслідками вільної торгівлі може бути деіндустріалізація країни з подальшою деагрикультивізацією (через спад продуктивності аграрного сектора, який залежав від промислових товарів) і депопуляціяєю (еміграція внаслідок різкого зниження заробітних плат через втрату або спад продуктивності в індустріальному й аграрному секторах).

## Економісти про вільну торгівлю
Вільям Стенлі Джевонс:
Свободу торгівлі можна вважати фундаментальною аксіомою політичної економії. ... Ми можемо вітати bona fide дослідження стану торгівлі та причини нашої нинішньої депресії, але ми не можемо очікувати того, що таке дослідження змінить наші погляди на вільну торгівлю, так само як Математичне товариство не може очікувати того, що аксіоми Евкліда будуть спростовані під час дослідження складної проблеми. 